# ハーバート・プライアー
ハーバート・プライアー（Herbert Prior, 1867年7月2日 - 1954年10月3日）は、イギリスの俳優。

## 出演作品
- ウォール街の女将
- 俺は水兵
- 若殿頑張る
- 怪探偵ブレーク
- 令嬢馬賊
- 愛の投縄
- 狂人大車輪
- 地獄極楽
- 太平洋横断
- 西部征服
- 鉄壁突破
- 天地も裂けよ
- 街のマドンナ
- 可愛い悪魔
- 混血児
- 雪靴の跡
- 熱国の勇者
- 嘘も亦良し
- 僧侶の特権なしに
- 警鐘乱打
- 怖えし少女
- 死よりも強し
- 雪中の薔薇
- 戦うべき機会
- 青春の夢